# Léobard
Léobard é uma comuna francesa na região administrativa de Occitânia, no departamento de Lot. Estende-se por uma área de 10,30 km². Em 2010 a comuna tinha 212 habitantes (densidade: 20,6 hab./km²).